# Häljeröd
Häljeröd är en småort i Romelanda socken i Kungälvs kommun i Västra Götalands län.